# Eyumodjock
Eyumodjock est une commune du Cameroun située dans la région du Sud-Ouest et le département de la Manyu. À la frontière avec le Nigeria, elle est limitrophe du parc national de Korup au sud et proche du parc national de Takamanda au nord.

## Géographie
|         | Etung      | Akwaya |
| Akamkpa | Eyumodjock | Mamfé  |
|         | Mundemba   |        |

## Population
En 1953 on a dénombré 104 personnes à Eyumodjock, puis 339 en 1967, principalement des Ejagham du clan Ogo.
Lors du recensement de 2005, la commune comptait 35 999 habitants, dont 2 083 pour Eyumodjock Ville.

## Structure administrative de la commune

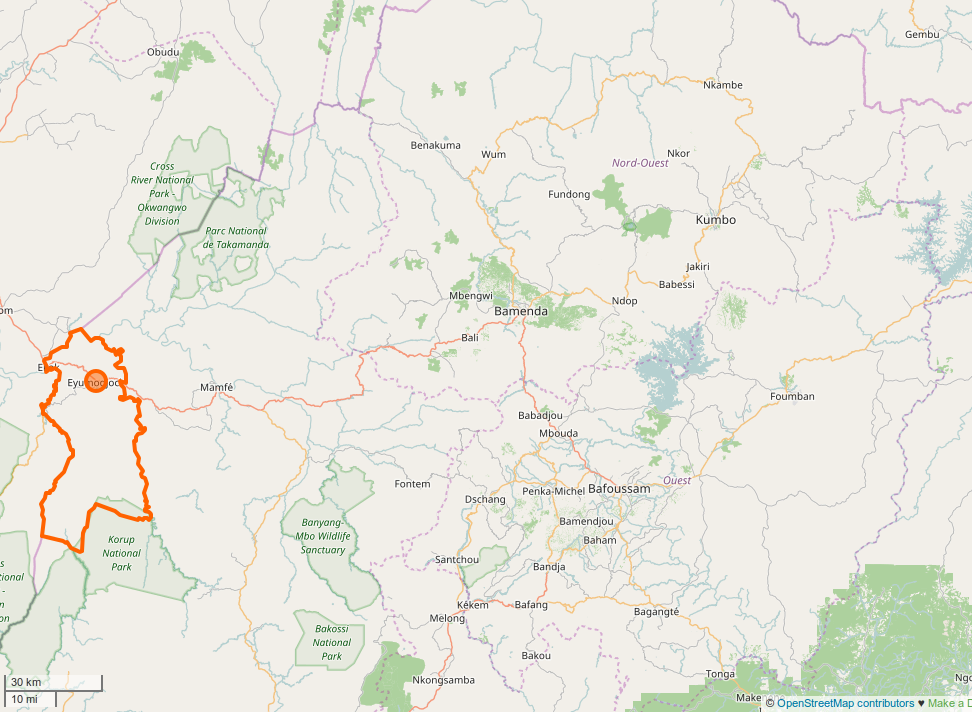
OSM d'Eyumodjock

Outre Eyumodjock proprement dit, la commune comprend notamment les villages suivants  :
- Abat
- Afap
- Agborkem
- Ajaman
- Ajayukndip
- Akak
- Akwen
- Araru
- Ayaoke
- Ayukaba
- Babi
- Babong
- Bajoh
- Bakogo
- Bakut
- Bakwelle
- Bayenti
- Bayib-Arsibong
- Bayib-Ossing
- Ebam
- Ebinsi
- Ekogate
- Ekok
- Etinkem
- Ewelle
- Eyang-Amanghe
- Inokun
- Kembong
- Mbakang
- Mbakem
- Mbatop
- Mbenyan
- Mbinda-Tabo
- Mbufong
- Mfumi
- Mgbegati
- Mkpot
- Ndebaya
- Ndekwai
- Njeke
- Nkimechi
- Nkogho
- Nsanakang
- Nsanaragati
- Ntenako
- Ogomoko
- Okoroba
- Okurikang
- Onaku
- Osselle
- Ossing
- Otu
- Taboh
- Talangaye